# Quasipaa spinosa
Quasipaa spinosa es una especie de anfibio anuro de la familia Dicroglossidae. Se encuentra en China y Vietnam, entre los 200 y los 1500 m de altitud. La principal amenaza a su conservación es su caza para el consumo humano, así como la degradación y destrucción de sus hábitats.